# اوپورنیتسا
اوپورنیتسا (به صربی: Opornica) یک منطقهٔ مسکونی در صربستان است.